# انتخابات ریاست‌جمهوری ارمنستان (۱۹۹۶)
انتخابات ریاست‌جمهوری در ارمنستان در تاریخ ۲۲ سپتامبر ۱۹۹۶ برگزار شد. که نتیجه آن پیروزی لوون تر-پتروسیان با کسب ۵۱.۳٪ آرا بود. میزان مشارکت ۶۰.۳٪ آرا بود.

## پیش‌زمینه
انتخابات ریاست‌جمهوری ارمنستان (۱۹۹۶) دومین انتخابات ریاست‌جمهوری بود که در ارمنستان پس از استقلال از اتحاد شوروی در سال ۱۹۹۱ برگزار می‌شد.

## نتایج
| کاندیدا             | حزب                   | آرا       | %    |
| ------------------- | --------------------- | --------- | ---- |
| لوون تر-پتروسیان    | جنبش ملی پان ارمنی    | ۶۴۶٬۸۸۸   | ۵۱.۳ |
| وازگن مانوکیان      | اتحاد دموکراتیک ملی   | ۵۱۶٬۱۲۹   | ۴۱.۰ |
| سرگئی بادالیان      | حزب کمونیست ارمنستان  | ۷۹٬۳۴۷    | ۶.۳  |
| آشوت مانوچاریان     | اتحاد مدنی علمی/صنعتی | ۷٬۵۲۹     | ۰٫۶  |
| None of the above   | None of the above     | ۱۰٬۰۱۲    | ۰.۸  |
| آرا باطل/سفید       | آرا باطل/سفید         | ۴۸٬۶۸۱    | –    |
| مجموعاً              | مجموعاً                | ۱٬۳۰۸٬۵۴۸ | ۱۰۰  |
| منبع: Nohlen et al. |                       |           |      |